# 幻影は市電に乗って旅をする
『幻影は市電に乗って旅をする』（げんえいはしでんにのってたびをする、スペイン語: La ilusión viaja en tranvía）は、1954年のメキシコ映画。監督はルイス・ブニュエル。メキシコシティの路面電車を舞台とした作品である。

## あらすじ
メキシコシティの市電に勤める乗務員のコディネスと工員のタラハスは、退職が決まっていた。二人は飲んだ後の気晴らしに、自分たちと同時に退役する老朽車両の133号を車庫から勝手に動かした。その電車には様々な人々が乗り込んできて、気づいたときには廃止された線路に入り込んでしまい、車庫に戻せなくなる。

## キャスト
- カルロス・ナバーロ - ファン・コティネス
- ドミンゴ・ソレル - タラハス
- リリア・プラド - ルーペ